# Centralna partizanska bolnica
Centralna partizanska bolnica izgrađena je u proljeće 1942. godine, a nalazi se u Karlovačkoj županiji unutar šume Petrove gore u predjelu zvanom Pišin gaj. Danas se do Centralne partizanske bolnice lako dolazi županijskom cestom iz pravca Vojnića.

## Povijest
Centralna partizanska bolnica izgrađena je radi potreba liječenja ranjenika i bolesnika sa šireg područja Korduna tijekom Drugoga svjetskog rata.
Samu izgradnju bolnice vodio je Jakov Kranjčevic Brado. Bolnica se razvijala postupno i svoj je konačan oblik dobila 1944. godine kada je imala više od 30 objekata: nekoliko bolesničkih soba, operacijske sale, kuhinju, sobu za bolesničko osoblje, salu za kulturni rad, praonicu i tuš, štalu, stražarnicu, vlastiti električni agregat i tiskaru.
Osim nadzemnih objekata, bio je izgrađen i sustav zemunica odnosno skloništa pod zemljom gdje su, za vrijeme djelovanja njemačkih i ustaških snaga, sklanjani ranjenici. Iako su ustaše i Nijemci u više navrata pokušali pronaći bolnicu i ranjenike, niti jedna zemunica nikad nije bila otkrivena.
U bolnici je, pokraj ostalih bolničkih službi, djelovao poseban kirurški odjel i zubarski odjel pod vodstvom liječnika Vlade Pilingera. Iz Centralne partizanske bolnice upravljalo se radom ostalih partizanskih bolnica i bolničkih odjela koji su djelovali na području Korduna i Banije, a to su Kupinjak, Perna, Tukleč, Sivac, Zbjeg, Cvijanović brdo, Pecki, Dunjak, Topusko i Kestenovac. Centralna partizanska bolnica završava s radom 25. svibnja 1945. godine kada biva preseljena u Karlovac. Tijekom njezinog rada kroz bolnicu je prošlo više od 5000 ranjenika i bolesnika. Veliki dio njih, više od 1000, ostalo je vječno u šumi Petrove gore, pokopano na groblju kraj bolnice.
1971. godine Centralna partizanska bolnica u Petrovoj gori odlikovana je Ordenom narodnog heroja Jugoslavije za izvanredne ratne zasluge.
U razdoblju od 1991. do 1995. godine Centralna partizanska bolnica devastirana je i opustošena, te nije obnovljeno prethodno djelovanje ovog jedinstvenog kulturno-povijesnog kompleksa u Europi.

## Bolnički objekti
Unutar bolnice djelovala je pekara, kovačnica, spremište, bazen, tuš, stražarnica, čekaonica, zgrada za stražu, električna centrala, uprava i zapovjedništvo straže bataljuna, stanica za dezinfekciju, kuhinja, ranjenički odjel, zemunica, operacijska dvorana, zgrada za sanitet i osoblje, prijemni odjel. A uz bolnicu nalazi se i groblje.